# Sangre y oro (película)
Sangre y oro (título original: Blood and Gold) es una película de 2023 estrenada en Alemania el 21 de abril de 2023 en el Fantasy Filmfest y en todo el mundo el 26 de mayo de 2023 a través de Netflix. Recibió reseñas generalmente positivas de los críticos.

## Reparto
- Robert Maaser como Heinrich
- Jördis Triebel como Sonjak
- Alexander Scheer como Von Starnfeld
- Juri Senft como Koehler
- Marie Hacke como Elsa
- Simon Rupp como Paule
- Florian Schmidtke como Dörfler

## Recepción
Blood and Gold recibió reseñas generalmente mixtas a positivas de parte de la crítica y de la audiencia. En el sitio web especializado Rotten Tomatoes, la película posee una aprobación de 85%, basada en 13 reseñas, con una calificación de 6.9/10, mientras que de parte de la audiencia tiene una aprobación de 67%, basada en más de 250 votos, con una calificación de 3.5/5.
En el sitio IMDb los usuarios le asignaron una calificación de 6.5/10, sobre la base de más de 16 000 votos, mientras que en la página web FilmAffinity la cinta tiene una calificación de 5.8/10, basada en 1516 votos.